# Anopheles rachoui
Anopheles rachoui är en tvåvingeart som beskrevs av Galvao 1952. Anopheles rachoui ingår i släktet Anopheles och familjen stickmyggor. Inga underarter finns listade i Catalogue of Life.